# Джонстон (округ, Оклахома)
Шаблон:StateAbbr_ 34°19′ пн. ш. 96°40′ зх. д. / 34.31° пн. ш. 96.66° зх. д.
Округ  Джонстон (англ. Johnston County) — округ (графство) у штаті  Оклахома, США. Ідентифікатор округу 40069.

## Історія
Округ утворений 1907 року.

## Демографія
За даними перепису 
2000 року 
загальне населення округу становило 10513 осіб, зокрема міського населення було 2836, а сільського — 7677.
Серед мешканців округу чоловіків було 5170, а жінок — 5343. В окрузі було 4057 домогосподарств, 2899 родин, які мешкали в 4782 будинках.
Середній розмір родини становив 3,02.
Віковий розподіл населення поданий у таблиці:
| Стать    | До 15 років | 15-21 | 22-29 | 30-39 | 40-49 | 50-65 | 65-85 | Понад 85 |
| -------- | ----------- | ----- | ----- | ----- | ----- | ----- | ----- | -------- |
| Чоловіки | 1104        | 643   | 448   | 622   | 759   | 895   | 628   | 71       |
| Жінки    | 1069        | 564   | 442   | 647   | 751   | 948   | 782   | 140      |

## Суміжні округи
- Понтоток — північ
- Коул — північний схід
- Атока — схід
- Браян — південний схід
- Маршалл — південь
- Картер — захід
- Маррі — північний захід

## Виноски
1. ↑  U.S. Decennial Census. United States Census Bureau. Архів оригіналу за 26 квітня 2015. Процитовано 21 лютого 2015.
2. ↑  Historical Census Browser. University of Virginia Library. Архів оригіналу за 11 серпня 2012. Процитовано 21 лютого 2015.
3. ↑  Forstall, Richard L., ред. (27 березня 1995). Population of Counties by Decennial Census: 1900 to 1990. United States Census Bureau. Архів оригіналу за 19 лютого 2015. Процитовано 21 лютого 2015.
4. ↑  Census 2000 PHC-T-4. Ranking Tables for Counties: 1990 and 2000 (PDF). United States Census Bureau. 2 квітня 2001. Архів оригіналу (PDF) за 18 грудня 2014. Процитовано 21 лютого 2015.
5. ↑  State & County QuickFacts. United States Census Bureau. Архів оригіналу за 6 червня 2011. Процитовано 9 листопада 2013.(англ.) Наведено за англійською вікіпедією.
6. ↑  American FactFinder. Бюро перепису населення США. Архів оригіналу за 21 травня 2008. Процитовано 31 січня 2008.

| США | Це незавершена стаття з географії США. Ви можете допомогти проєкту, виправивши або дописавши її. |